# Fabricageproces halfgeleider
Het fabricageproces van een halfgeleidermateriaal (wafer) is een integraal onderdeel van het maken van halfgeleidercomponenten en bestaat uit twee opeenvolgende procesdelen.  
Het bewerken van het substraat (het dragermateriaal) wordt ook wel front-end-processing genoemd. Hierbij worden op het substraatoppervlak structuren aangebracht voor meestal meerdere componenten (IC’s).  Aansluitend hieraan kan het back-end-processing worden uitgevoerd, ofwel het opdelen in losse componenten uit het substraat, het monteren ervan op en het verbinden met frames, en het inkapselen of omhullen.

## Front-end-processing
Doel van het front-end-proces is om op het basismateriaal structuren, en daardoor componenten zoals transistoren en condensatoren, aan te brengen. Feitelijk gebeurt dit alleen in en op de bovenste laag van het substraatoppervlak.
Dit gebeurt meestal in een enkelvoudige laag. Daarnaast moeten tussen de componenten verbindingen worden aangebracht via kanalen (verticaal) en sporen (horizontaal). Dit is soms ook een enkelvoudige laag, maar tegenwoordig kunnen het er ook meerdere zijn.

## Stappen
Front-end-processing omvat een aantal hoofdstappen, die in een combinatie van meerdere, zich vaak herhalende processtappen wordt uitgevoerd. Het uiteindelijke productieproces is daardoor erg complex en kan tot wel meer dan 250 opeenvolgende processtappen bevatten. Zo kunnen er wel vijftien fotolithografische stappen plaatsvinden op verschillende momenten in het proces.

### Aanbrengen lagen
Thin films kunnen op verschillende manieren en met verschillende doelen worden aangebracht. Vrijwel alle lagen dienen schoon aangebracht te worden, dat wil zeggen zonder de aanwezigheid van verontreinigingen.
- Het neerslaan van gasvormige reagentia uit inlaatgassen door middel van CVD-technieken. Omdat de temperatuur hierbij een bepalende factor voor de kwaliteit van de te bereiken zuiverheid van de oxide- of nitridelaag, die zeer bepalend is voor onder andere de te bereiken diode-functies, zijn dit vaak hoge-temperatuurprocessen.
- Het neerslaan van gasvormige reagentia uit inlaatgassen door middel van plasmaprocessen (PECVD) met lagetemperatuurprocessen. Dit is een sneller proces dan normale CVD, waarbij de te bereiken zuiverheid van de oxide- of nitridelaag minder van belang is. Een op deze manier gevormde nitridelaag kan ook fungeren als maskerlaag ten behoeve van oxidatieprocessen.
- Het aanbrengen van een monokristallijne epitaxiale laag op het basismateriaal. Omdat de beide materialen soortgelijke kristalroosters hebben, groeit dit materiaal op de bestaande kristalstructuur verder en kan deze laag zuiverder worden gemaakt dan het substraat zelf. Ook kan hierin een dotering (bijvoorbeeld arseen) worden aangebracht.
- Het sputteren (fysische CVD) van geleiders of metalen lagen om de onderlinge elektrische verbindingen en structuren te maken. Hierbij wordt materiaal van een bron, meestal aluminium of goud, maar ook wolfraam voor de verbindingen tussen de verschillende lagen, fysisch op een oppervlak gespoten.
- Het aanbrengen van een coating waar door middel van een fotolithografische stap een patroon ten behoeve van een andere, aansluitende processtap op kan worden aangebracht. Deze laag fungeert hierbij als overdrachtslaag voor het masker.

### Veranderen van elektrische eigenschappen
Het veranderen van de elektrische eigenschappen van het materiaal gebeurt om de juiste schakelingen te creëren. Dit veranderen kan gebeuren door het gecontroleerd inbrengen van bepaalde van het substraatmateriaal afwijkende materialen („doteringen”), waardoor de geleidingskarakteristieken van het materiaal worden aangepast.
Dit kan met de volgende processen:
- Het doteren door middel van een epitaxiale laag (zie boven).
- Het inbrengen of inschieten van doteringen door middel van ionenimplantatie. Hierdoor wordt substraatmateriaal lokaal n- of p-gedoteerd.

### Aanbrengen patronen
Om meerdere schakelingen op het substraat te kunnen maken, is het nodig structuren aan te brengen.
- Het aanbrengen van een patroon op de bovenste substraatlaag door middel van fotolithografie met een stepper. Dit is meestal een coating (photoresist, ofwel weerstand tegen de fotolithografische actie), die door de lithografische actie plaatselijk wordt verhard. Het ontwikkelen van deze laag leidt ertoe, dat bepaalde delen van het oppervlak juist wel of niet blootgelegd worden.
- Het behandelen van de blootgestelde lagen door middel van etsen, dit kan zowel nat of droog etsen zijn. Hierdoor wordt substraatmateriaal lokaal weggenomen, waardoor structuren of sporen ontstaan.
- Het behandelen van de blootgestelde lagen door middel van CVD-technieken. Hierdoor wordt lokaal materiaal toegevoerd (zoals oxide). Vaak wordt hiervoor een eerdere aangebrachte en geëtste nitridelaag toegepast.

### Ondersteunende stappen
Als ondersteunende processtappen worden onder andere de volgende toegepast:
- Het verwijderen van residuen of resterende materialen of het schoonmaken van het oppervlak. Dit kan gebeuren via nat etsen of plasma-ashen (zoals de coating verwijderen).
- Het annealen of thermobehandelen van het substraat. Dit wordt vaak gebruikt voor het verbeteren van de verdeling van de gedoteerde materialen, het herstellen van of wegnemen van mechanische spanningen in de (kristal-)structuren.
- Het planariseren van het oppervlak. Door diverse stappen kunnen er in het materiaaloppervlak grote hoogteverschillen optreden, zeker bij substraten met meervoudige lagen, waardoor problemen met uniformiteiten en spanningen in de lagen toenemen. Om deze te verwijderen wordt planariseren middels een polijstende actie toegepast.